# زنده از بغداد (فیلم)
زنده از بغداد (به انگلیسی: Live from Baghdad) فیلمی تلویزیونی محصول سال ۲۰۰۲ و به کارگردانی میک جکسون است که توسط شبکه اچ‌بی‌او پخش شد. این فیلم اقتباسی از کتابی به همین نام نوشته رابرت وینر است. در این فیلم بازیگرانی همچون مایکل کیتون، هلنا بونهام کارتر، لیلی تیلور، بروس مک‌گیل، پل گویلفویل، دیوید سوشی، جاشوآ لنرد، همیش لینکلیتر، مایکل مورفی، کرت فولر، جان کارول لینچ و رابرت ویزدم ایفای نقش کرده‌اند. فیلم در مرحله مقدمه جنگ عراق منتشر شد.

## داستان
فیلم داستان زندگی گروهی از خبرنگاران سی‌ان‌ان را روایت می‌کند که در طول جنگ خلیج فارس، بین مرگ و زندگی و گزارش اتفاقات جنگ گیر می‌افتند.

## بازیگران
- مایکل کیتون در نقش رابرت وینر
- هلنا بونهام کارتر در نقش اینگرید فرمانک
- دیوید سوشی در نقش ناجی آل-حدیثی
- پل گویلفویل در نقش اد ترنر
- جاشوآ لنرد در نقش مارک بیلو
- لیلی تیلور در نقش جودی پارکر
- همیش لینکلیتر در نقش ریچارد روث
- جان کارول لینچ در نقش جان هالی‌من
- بروس مک‌گیل در نقش پیتر آرنت
- رابرت ویزدم در نقش برنارد شاو

## جوایز

### جوایز امی
- برنده جایزه امی ساعات پربیننده برای بهترین بازیگردانی برای مجموعه تلویزیونی کوتاه، فیلم تلویزیونی یا ویژه برنامه برای جان پاپسیدرا
- نامزد جایزه امی ساعات پربیننده برای بهترین نویسندگی برای مجموعه تلویزیونی کوتاه، فیلم تلویزیونی یا برنامه ویژه برای جان پاتریک شنلی، رابرت وینر، ریچارد چامپن
- نامزد جایزه امی ساعات پربیننده برای بهترین بازیگر نقش اصلی زن در مجموعه تلویزیونی کوتاه یا فیلم تلویزیونی برای هلنا بونهام کارتر
- نامزد جایزه امی ساعات پربیننده برای بهترین کارگردانی برای مجموعه تلویزیونی کوتاه، فیلم تلویزیونی یا برنامه ویژه برای میک جکسون
- نامزد جایزه امی ساعات پربیننده بهترین فیلم تلویزیونی
- نامزد جایزه امی ساعات پربیننده برای بهترین کارگردان هنری–مجموعه تلویزیونی کوتاه، فیلم تلویزیونی یا برنامه ویژه برای ریچارد هور و متیو سی. جیکوبز
- نامزد جایزه امی ساعات پربیننده برای بهترین فیلم‌برداری در مجموعه تلویزیونی کوتاه، فیلم تلویزیونی یا برنامه ویژه برای ایوان استراسبورگ

### جوایز گلدن گلوب
- نامزد جایزه گلدن گلوب بهترین مینی‌‌سریال یا فیلم تولید شده برای تلویزیون
- نامزد جایزه گلدن گلوب بهترین بازیگر زن در مینی‌سریال یا فیلم تولید شده برای تلویزیون برای هلنا بونهام کارتر
- نامزد جایزه گلدن گلوب بهترین بازیگر مرد در مینی‌سریال یا فیلم تولید شده برای تلویزیون برای مایکل کیتون